# Erik Levesque
Pour les articles homonymes, voir Lévesque.
Érik Levesque est un peintre, graveur et vidéaste, né à Paris le 27 décembre 1959.

## L'homme et l'œuvre
Le style enlevé d'Érik Levesque se caractérise par la recherche d'un expressionnisme « décontracté et élégant », qu'il transcrit en gravures, peintures et vidéos. Il utilise un vocabulaire fait de formes fractales, nées du flux de la couleur qu'il oppose à des formes singulières « caducée, fleurs, coup de pinceau particulier, une arabesque ». 
Sa première exposition personnelle a lieu à Madrid en 1987 (à la suite de son séjour d'un an à la Casa de Velàzquez en 1986-1987), puis à Paris (1987-1988), et en Suède l'année suivante. Depuis son travail est régulièrement exposé tant dans des expositions personnelles (galerie Martine Namy-Caulier) que collectives (Salon des Réalités Nouvelles [Paris], Foire d'art contemporain [Paris, Bâle, Madrid, New York, Melbourne ou Shanghai]).
Erik Levesque est aussi l'auteur de documentaires sur les peintres britanniques Albert Irvin et John Hoyland.

## Collections publiques
- Bibliothèque nationale de France, Paris
- Biblioteca Nacional, Madrid
- Museo Nacional de Dibujo, Huesca
- Institut français de Barcelone
- Saint-Louis-des-Français, Madrid
- Casa de Velázquez, Madrid
- Musée du dessin et de l'estampe originale de Gravelines